# Peter Graulund
Peter Graulund (20 settembre 1976) è un ex calciatore danese, di ruolo attaccante.

## Palmarès

### Club
- Coppa di Svezia: 1

Helsingborg: 2006
- Supercoppa di Danimarca: 1

Brøndby: 2002
- 1. Division: 1

Aarhus: 2010-2011

### Individuale
- Capocannoniere del campionato danese: 1

2000-2001 (21 reti)